# Morten Kærså
Morten Kærså (født 26. september 1957) er en dansk komponist, pianist, sanger, producer og forfatter. Han er kendt som kapelmester i bandet Sneakers fra 1979 til midten af 1980'erne, og siden fra Moonjam og fra 2003 The Piano.

## Karriere
Han begyndte sin musikalske karriere som kapelmester i Sneakers i 1979. Den populære gruppe talte blandt andet også Sanne Salomonsen, som han fra 1979 til 1984 dannede par med. Allerede i 1983 begyndte han dog at optræde med broderen Rasmus Kærså og Aske Jacoby, Jens Haack og Peter Andersen under navnet Moon Jam Band (Moonjam). Inspirationen til navnet kom fra spillestedet Månefiskeren på Christiania. Bandets første single, Tiden går på sommersko/Only For You blev indspillet i 1984.
Senere fulgte en debut-LP, hvor Morten og Mads Kærså samt Jens Haack medvirkede. Andre medvirkende talte Nanna Lüders, Erik Thygesen, Søs Fenger, Jens Runge, Mikkel Nordsø og Poul Halberg. Maxi-singlen Sarai blev udsendt i 1986 og vedblev med at være populær helt op gennem 1990'erne. Live-debuten kom på Roskilde Festival i 1987, og snart fulgte turnéer i lande som Nordkorea, Japan og Sovjetunionen. Ivan Pedersen var i disse år også tilknyttet bandet. Moonjam var aktivt frem til årstusindskiftet og igen fra omkring 2007.
I 2003 dannede Kærså sammen med Rasmus Kærså, Nellie Ettison og Klaus Menzer bandet The Piano, der udsendte sit debutalbum året efter.
I 2012 udkom hans første roman Den Uskyldige Morder, der er en krimi. Den fik fire ud af seks stjerner i musikmagasinset GAFFA.

## Privatliv
Han er søn af skoleinspektør Poul Kærså og børnehave- og musikpædagog Lotte Kærså.
Kærså er opvokset i Søborg og gik først på Den Lille Skole på Gammelmosevej og dernæst på  Enghavegård Skole.